# گوموش‌حاجی‌کوی
گوموش‌حاجی‌کوی (به ترکی استانبولی: Gümüşhacıköy) شهری است در کشور ترکیه که در استان آماسیه واقع شده‌است. جمعیت این شهر بر اساس سرشماری سال ۲۰۰۸ میلادی ۱۴٬۸۷۳ نفر و بر اساس برآوردهای سال ۲۰۰۹ میلادی ۱۶٬۸۹۹ نفر می‌باشد.